# 第二勇新丸
第二勇新丸（だいにゆうしんまる）は、共同船舶が所有している調査船（目視採集船）。実質的にキャッチャーボートであり、2019年7月の日本の商業捕鯨再開以後は調査船ではなくキャッチャーボートに類別されるようになった。

## 概要
内海造船瀬戸田工場で2002年（平成14年）3月6日に起工し、同年6月11日に進水、9月30日に竣工した。75mm捕鯨砲・鯨探機等を備える。

## シーシェパードによる事件
2008年（平成20年）1月15日、反捕鯨団体シーシェパードの活動家2名（ベン・ポッツ、ジルス・レイン）が本船に不法侵入し拘束された。2名は17日にオーストラリアの税関巡視船「オセアニック・バイキング」に引き渡された。
以後、シー・シェパードの妨害活動に対して水産庁監視船（目視専門船の第二昭南丸）の派遣と海上保安官の同乗が行われた。

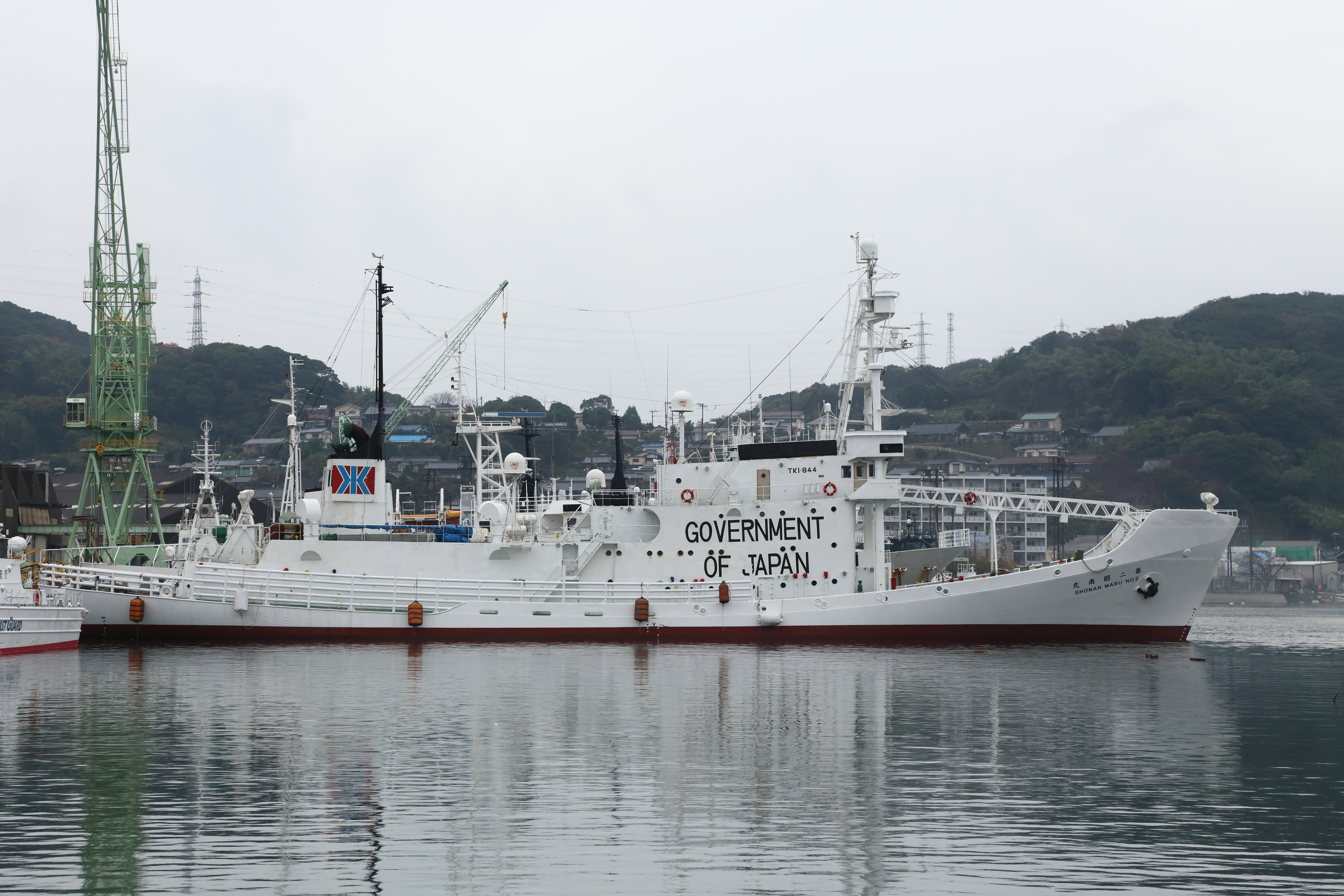
第二昭南丸